# Allkinesiska fackföreningsfederationen
Allkinesiska fackföreningsfederationen (kinesiska: 中华全国总工会) är den fackliga centralorganisationen i Folkrepubliken Kina och den största i världen med sina 193 miljoner medlemmar. Enligt organisationens stadgar ska den fungera som en "bro mellan kommunistpartiet och den arbetande massan". Ledningen utses av Kinas kommunistiska parti. Enligt Fria fackföreningsinternationalen kan Allkinesiska fackföreningsfederationen inte ses som en fri och självständig fackförening.

## Historia
Fackföreningsfederationen grundades ursprungligen 1925 men reglerades hårt två år senare, då de kinesiska nationalisterna under Chiang Kai-shek återtog makten i Republiken Kina. Medlemmar avrättades och förföljdes av Kuomintang som istället sponsrade gula fackföreningar i syfte att motverka politisk mobilisering av industriarbetarna mot regeringen.
Med kommunisternas seger i det kinesiska inbördeskriget år 1949 blev fackföreningsfederationen den enda tillåtna fackliga organisationen. I mitten av 1960-talet började facket att skifta fokus från arbetarnas välfärd och hälsa till politisk propaganda och Mao Zedong beordrade att facket organisatoriskt skulle efterlikna Folkets befrielsearmé. Militären fick därmed allt större inflytande över fackförbundens aktiviteter. Då kulturrevolutionen inleddes år 1966 undkom facket till en början det mesta av rödgardisternas våld, men mot slutet av året ändrades detta. Runtom i landet stängdes lokala fackföreningar ner och året därpå ökade våldet mot fackliga företrädare. Mot slutet av 1967 upphörde i praktiken all facklig organisering i Kina och fackföreningsfederationens högsta ledarskap rensades ut. 1978, två år efter Maos död och kulturrevolutionens slut, höll man sin första kongress sedan 1957 och har idag åter monopol på facklig organisering på det kinesiska fastlandet.

## Sammansättning och befogenheter
Medlemsförbunden är organiserade enligt industriförbundsmodellen och det finns oftast en ansluten fackföreningsklubb på varje arbetsplats. Allkinesiska fackföreningsfederationen inkluderar sammantaget 10 nationella fackförbund och är uppdelad i 31 regionala organisationer. Fackförbund som inte är medlemmar i organisationen är inte tillåtna enligt kinesisk lag. Facket motarbetar aktivt strejker och andra missnöjesyttringar bland arbetarna och på flera arbetsplatser tillsätter företagsledningen styrelsen för den lokala fackklubben. Då strejker i princip aldrig får officiellt godkännande förekommer endast vilda strejker bland missnöjda anställda.
I januari 2008 tillkom en lag till den kinesiska arbetsrätten som i praktiken innebar att företag var tvungna att skapa fackföreningsklubbar på arbetsplatsen. Enligt fackföreningsfederationen saknade över 40 % av anställda inom den privata sektorn anställningskontrakt vilket ofta ledde till uteblivna löner och tvångsarbete. Arbetsgivare som hamnar i konflikt med facket i Kina riskerar inte de vanliga stridsåtgärder som förekommer i väst utan istället att bli svartlistade och utsatta för kraftiga påtryckningar och rättsliga åtgärder från myndigheterna.